# Троу aп (графити)
Троу aп (енгл. throw up) је један од три основна облика графита. Слова су дизајнирана да буду исписана на површини што је брже могуће.  По самој дефиницији, повраћање треба да буде једноставно, једноставно и брзо за извођење и лако за памћење.

## Дефиниција
Међу типичним особинама је честа двобојност, са контуром и бојом испуне, када аутор обично прво обрисе облик бојом коју је предвидео за испуну, затим га боји и на крају бојом контуре прекрије цео избрус. Понекад се, међутим, праве обриси без попуњавања, што се у терминологији графита назива холлов. Да би се цео процес убрзао, често се пише или само прво слово, или се пишу прва два слова или прво и последње слово надимка, посебно ако аутор користи дуже име. Основна сврха бацања је да омогући аутору да што брже направи натпис на својој одабраној површини, што је важно за места са великом фреквенцијом кретања странаца.

## Галерија
Примери троу aп и сродна терминологија:
- "One" у Кладски Премести у Находу.
- Холлов "Plebe" у Прагу.
- Двословно троу aп два знака из надимка "Cliff261" неар тхе метро статион Влтавска у Прагу.
- Тхров уп од два слова на теретном до вагона у Цхроновса првим и последњим словом надимка "Jarvil".
- Тхров уп од два слова аутора "Nofacer" ("Facer") и "Breg" на теретном до вагона у топлани у Двур Кралове над Лабем.